# Гроссман Мирон Борисович
Мирон Борисович Гроссман (нар. 1884, місто Темрюк Кубанської області, тепер Краснодарського краю, Російська Федерація — розстріляний 3 листопада 1937, місто Москва, Російська Федерація) — радянський діяч, начальник Донецького обласного відділу ДПУ, директор заводів, член ЦВК СРСР 7-го скликання. Член Центральної контрольної комісії ВКП(б) у 1930—1934 роках.

## Біографія
Народився в єврейській родині. Навчався на юридичному факультеті університету Сорбонна в Парижі (Франція).
Член Партії соціалістів-революціонерів (есерів).
З 1915 року служив у російській імператорській армії, потім — у Червоній армії.
Член РКП(б) з 1919 року.
З 1919 року — військовий комісар Самаркандської-Бухарської групи військ РСЧА. З 15 січня по 21 березня 1920 року — військовий комісар 1-ї Туркестанської стрілецької дивізії Закаспійського фронту РСЧА. Потім служив начальником гарнізону в Самарканді і військовим комісаром Самаркандської області.
У 1920-х роках — директор текстильної фабрики імені Свердлова в Москві, директор шовкоткацької фабрики «Красная роза» в Москві, в Народному комісаріаті робітничо-селянської інспекції СРСР.
21 листопада 1931 — 29 січня 1932 року — помічник начальника Економічного управління ОДПУ при РНК СРСР. 29 січня — 7 жовтня 1932 року — 2-й заступник начальника Економічного управління ОДПУ при РНК СРСР.
7 жовтня 1932 — 3 березня 1933 року — начальник Донецького обласного відділу ДПУ.
З березня 1933 по 1934 рік перебував на лікуванні.
У 1934—1936 роках — директор заводу сільськогосподарських машин «Серп і молот» у Харкові.
У 1936—1937 роках — директор заводу верстатів-автоматів «Ленінська кузня» в Києві.
У 1937 році — на пенсії в Москві.
8 серпня 1937 року заарештований органами НКВС. Засуджений Воєнною колегією Верховного суду СРСР 3 листопада 1937 року до страти, розстріляний того ж дня. Похований на полігоні «Комунарка» поблизу Москви.
9 травня 1956 року посмертно реабілітований.

## Нагороди
- орден Червоного Прапора